# Semión Lávochkin
Semión Alekséyevich Lávochkin (Smolensk, 29 de agosto/11 de septiembre de 1900-Moscú, 9 de junio de 1960) fue un ingeniero, diseñador y constructor aeronáutico soviético. Autor de numerosos aparatos de combate de la Fuerza Aérea Soviética, a lo largo de su carrera ocupó diversos puestos: fue miembro de la Academia Soviética de Ciencias (1958) o Mayor General de la Ingeniería de la Aviación (1944), así como miembro del Partido Comunista de la Unión Soviética desde 1953.

## Biografía
Tras alistarse en el Ejército Rojo fue enviado a la Universidad Técnica Estatal de Moscú en 1920. Cuando se graduó en 1927 comenzó a trabajar en la industria aeronáutica soviética, trabajando en varias oficinas de diseño y en la Dirección General de la Industria Aeronáutica. En 1929 Lávochkin era ya el principal constructor aeronáutico soviético y empezó a trabajar en el Instituto Central de Aerohidrodinámica TsAGI. En 1939 fue nombrado jefe de la oficina de estudios. 
Lávochkin es el padre de varios aviones de combate importantes durante la Segunda Guerra Mundial. El piloto Iván Kozhedub, reconocido en tres ocasiones como Héroe de la Unión Soviética derribó 62 aparatos alemanes a los mandos de aviones diseñados por Lávochkin. 
En 1940 Lávochkin desarrolla el caza LaGG-1 (Lávochkin-Gorbunov-Gudkov), y posteriormente una versión mejorada provista de depósitos de combustible auxiliares denominada LAGG-3. A partir de 1942 se empezó a construir en serie el La 5, una versión más potente equipada con un motor refrigerado por aire. Este modelo fue perfeccionándose, dando origen a las versiones La-7 y La-9. A partir de 1947 Lávochkin construyó aviones de reacción con alas en forma de flecha. Un prototipo que realizó su primer vuelo en 1948 da origen al caza La-15.
La suerte de Lávochkin cambió tras la guerra. Sus aviones eran superados por los de otras oficinas de diseño, en especial por los creados por Artiom Mikoyán, razón por la que fue viéndose relegando a un segundo puesto entre los diseñadores aeronáuticos soviéticos. Su último caza construido fue el La-250, y comenzó a trabajar en misiles tierra-aire. Tras su muerte en 1960, su gabinete de diseño continuó diseñando misiles.
En reconocimiento a sus trabajos, Lávochkin fue nombrado en dos ocasiones Héroe del Trabajo Socialista (1943 y 1956), recibió en cuatro ocasiones el Premio Stalin (1941, 1943, 1946 y 1948) y fue galardonado en tres oportunidades con la Orden de Lenin, recibiendo además otros varios reconocimientos.